# Przemysław (województwo lubuskie)
Przemysław – wieś w Polsce położona w województwie lubuskim, w powiecie sulęcińskim, w gminie Krzeszyce.
W latach 1975–1998 miejscowość położona była w województwie gorzowskim.

## Historia
Wieś założono w 1774, podczas kolonizacji fryderycjańskiej obszaru błot nadwarciańskich, na ziemiach należących do zakonu joannitów. Leżałą na terenie tzw. "Małej Ameryki", a jej poszczególne części nosiły nazwy: Louisa, Korsika, Quebec, czy Philadelphia.
Do 1993 mieszkał tu i prowadził gospodarstwo rolne ostatni żyjący weteran wojny polsko-boleszwickiej, kapitan Józef Kowalski.

## Zabytki
Do wojewódzkiego rejestru zabytków wpisany jest:
- kościół ewangelicki, obecnie rzymskokatolicki filialny pod wezwaniem Chrystusa Króla[8], szachulcowy, z 1786 roku